# Alawwal Bank
El Alawwal Bank, previamente Saudi Hollandi Bank (en árabe: البنك السعودي الهولندي), es el banco más antiguo de Arabia Saudita. Fue fundado en 1926 para servir a los peregrinos del Hajj provenientes de las Indias Orientales Neerlandesas, la actual Indonesia. El Saudi Hollandi Bank operaba como el banco central de Arabia Saudita: guardando las reservas de oro del país obteniendo a cambio los primeros beneficios de la venta de petróleo. ABN AMRO adquirió el 40% del banco.
Cambiaron el nombre en 2016.